# Platja dels Tontos
La platja dels Tontos és una platja del municipi d'Alcanar (Montsià), situada a la zona de Garbí, davant de les urbanitzacions l'Atzavara i les Tres Palmeres, entre la platja del Codonyol, al sud-oest, i la platja del Bol del Gos, al nord-est. Està dividida en dos sectors, separats per unes roques, de 32 i 17 metres de longitud respectivament, i de 10 i 6 metres d'amplada mitjana, formats per sorres i graves.
Sembla que el nom prové d'una família de la Ràpita, amb dos fills amb discapacitat psíquica, que a mitjans del segle xx van traslladar-se aquí fugint del 'bullying' que patien.